# Lista över öar i Vietnam
Detta är en ofullständig lista över öar i Vietnam.
- Bạch Long Vĩ
- Cần Giờs flodöar
- Cát Bà
- Co To
- Cồn Cỏ
- Côn Sơn (Con Dao)
- Cu lao Cham
- Cu lao Xanh
- Hà Tiên
- Ha Long-buktens kobbar
  - Tuần Châu
- Hoàng Sa (Paracelöarna)
- Hon Khoai
- Hon Tre
- Lý Sơn
- Phu Quoc
- Phú Quý
- Thổ Chu
- Bà Lụa
- Trường Sa (Spratlyöarna)